# آرتور مک گری
آرتور مک گری (انگلیسی: Arthur McGarry؛ 1898 – ۱۹۶۰ (۶۱−۶۲ سال)) بازیکن فوتبال اهل بریتانیا بود.
از باشگاه‌هایی که در آن بازی کرده‌است می‌توان به باشگاه فوتبال روچدیل، باشگاه فوتبال پورت ویل، و باشگاه فوتبال ردینگ اشاره کرد.